# Okan Baydemir
Okan Baydemir (* 26. März 1990 in Gebze) ist ein türkischer Fußballspieler.

## Karriere

### Verein
Baydemir begann mit dem Vereinsfußball 2007 in der Nachwuchsabteilung vom Darıca Kale Bayramoğluspor. Bei diesem Verein wurde er 2011 in den Kader der ersten Männermannschaft aufgenommen und spielte mit dieser in der Bölgesel Amatör Lig, der fünfthöchsten türkischen Liga und höchsten türkischen Amateurliga. Im Sommer 2012 wechselte er zum Istanbuler Ligarivalen Tuzlaspor. Mit diesem Verein wurde er zum Saisonende 2012/13 Meister der Liga und schaffte so den Aufstieg in die TFF 3. Lig. Im zweiten Jahren in der 3. Lig konnte er mit seiner Mannschaft auch die Meisterschaft dieser Liga erreichen und somit in die TFF 2. Lig aufsteigen.
Zur Rückrunde der Saison 2015/16 wurde er an den Erstligisten Osmanlıspor FK abgegeben. Für die Saison 2016/17 wurde er von diesem Verein an den Drittligisten Bugsaşspor ausgeliehen.

### Nationalmannschaft
Baydemir startete seine Nationalmannschaftskarriere 2013. In diesem Jahr wurde er im Rahmen der Islamic Solidarity Games in den Kader der türkischen Olympia-Auswahlmannschaft nominiert und kam bei allen fünf Partien seiner Mannschaft zum Einsatz. Mit seiner Mannschaft wurde Baydemir Turnierdritter.

## Erfolge
Mit Tuzlaspor 
- Meister der Bölgesel Amatör Lig und Aufstieg in die TFF 3. Lig: 2012/13
- Meister der TFF 3. Lig und Aufstieg in die TFF 2. Lig: 2014/15

Mit der Türkischen Olympia-Auswahlmannschaft 
- Bronzemedaillengewinner der Islamic Solidarity Games: 2013